# Sojuz MS-15
Sojuz MS-15 fu un volo astronautico verso la Stazione Spaziale Internazionale (ISS) e parte del programma Sojuz, ed è il 143° volo con equipaggio della navetta Sojuz dal primo volo avvenuto nel 1967. L'equipaggio partì il 25 settembre 2019 dal Cosmodromo di Bajkonur per prender parte ad una missione di sei mesi durante le Expedition 61/62, terminata il 17 aprile 2020 quando l'equipaggio atterrò nella steppa del Kazakistan, in prossimità della città di Zhezkazgan.

## Equipaggio

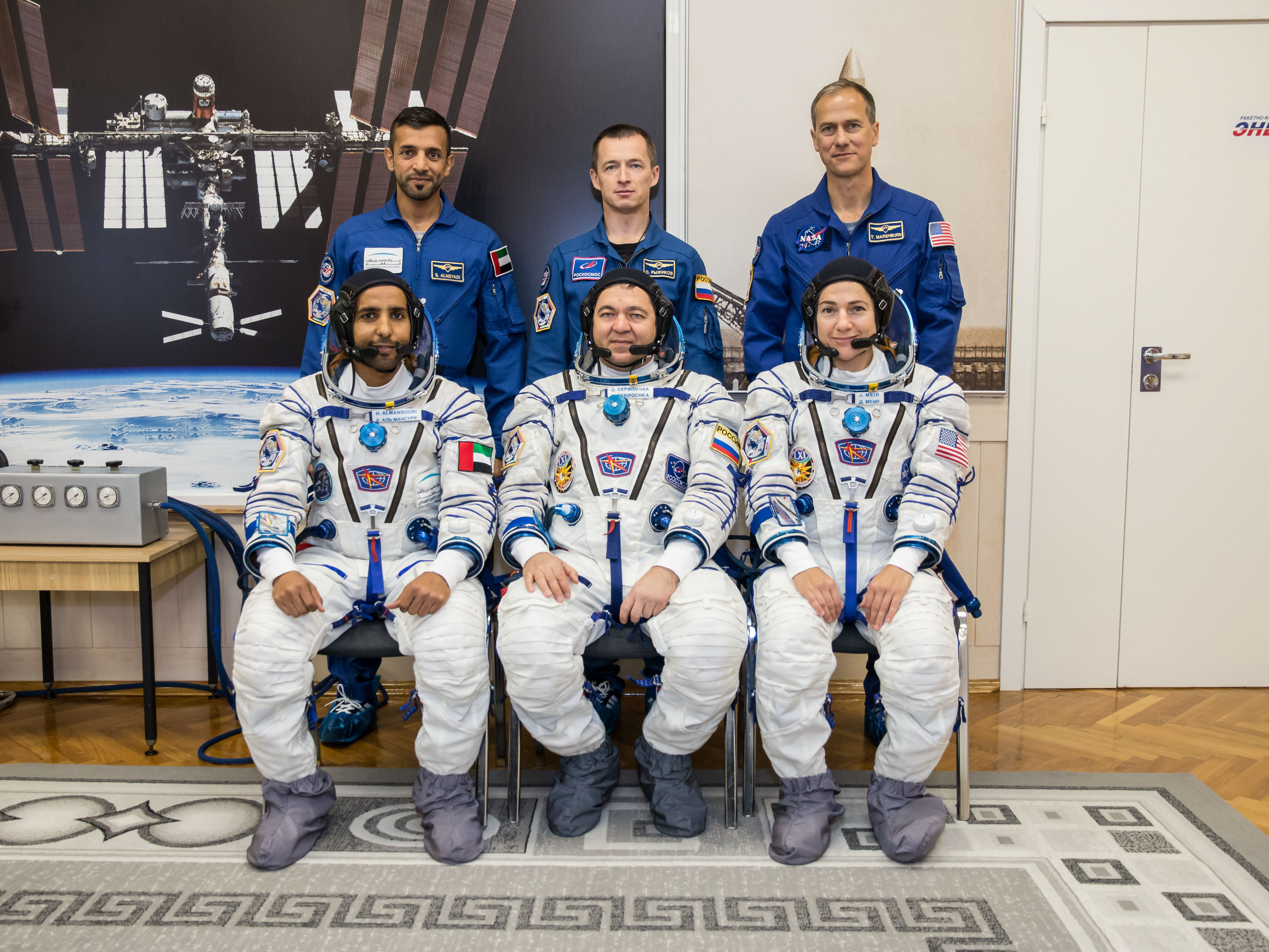
L'equipaggio principale (seduto) e quello di riserva a Bajkonur durante i controlli di tenuta della tuta Sokol

### Equipaggio
| Ruolo                                    | Equipaggio al lancio                               | Equipaggio all'atterraggio                         |
| ---------------------------------------- | -------------------------------------------------- | -------------------------------------------------- |
| Comandante                               | Oleg Skripočka, Roscosmos Expedition 61 Terzo volo | Oleg Skripočka, Roscosmos Expedition 61 Terzo volo |
| Ingegnere di volo                        | Jessica Meir, NASA Expedition 61 Primo volo        | Jessica Meir, NASA Expedition 61 Primo volo        |
| Partecipante al volo / Ingegnere di volo | Hazza Al Mansouri, MBRSC Primo Primo volo          | Andrew Morgan, NASA Expedition 62 Primo volo       |

### Equipaggio di riserva
| Ruolo             | Equipaggio                              | Equipaggio                              |
| ----------------- | --------------------------------------- | --------------------------------------- |
| Comandante        | Sergej Ryžikov, Roscosmos Expedition 61 | Sergej Ryžikov, Roscosmos Expedition 61 |
| Ingegnere di volo | Thomas Marshburn, NASA Expedition 61    | Thomas Marshburn, NASA Expedition 61    |
| Ingegnere di volo | Sultan Al Neyadi, MBRSC                 | Sultan Al Neyadi, MBRSC                 |

## Missione

### Pre-lancio
Il 30 agosto 2019 gli equipaggi principale e di riserva hanno superato gli esame di pre-volo del Centro di addestramento cosmonauti Jurij Gagarin (GCTC) sui sistemi e sul pilotaggio della navicella spaziale Sojuz e sul segmento russo della ISS. Pochi giorni dopo la Commissione interdipartimentale, composta dai rappresentanti di Roscosmos, GCTC, NASA, Centro spaziale Mohammed bin Rashid, RKK Ėnergija e Agenzia federale biomedica (FMBA), ha ufficializzato l'assegnazione degli equipaggi alla missione Exp 61/62/EP 19, permettendo loro di partire verso la città di Bajkonur in vista delle due settimane precedenti al lancio che devono trascorrere in quarantena. Gli equipaggi sono partiti per Bajkonur il 10 settembre, dove hanno concluso la preparazione al volo spaziale sia dal punto di vista fisico (abituandosi agli effetti della microgravità) che tecnico (svolgendo ulteriori attracchi simulati alla Stazione e ripassando le procedure), provando le loro tute spaziali Sokol e controllando la loro Sojuz. Il giorno precedente al lancio, la Commissione si è riunita al Cosmonaut Hotel per dare l'ultima autorizzazione al lancio per l'equipaggio principale.

### Lancio e attracco alla ISS

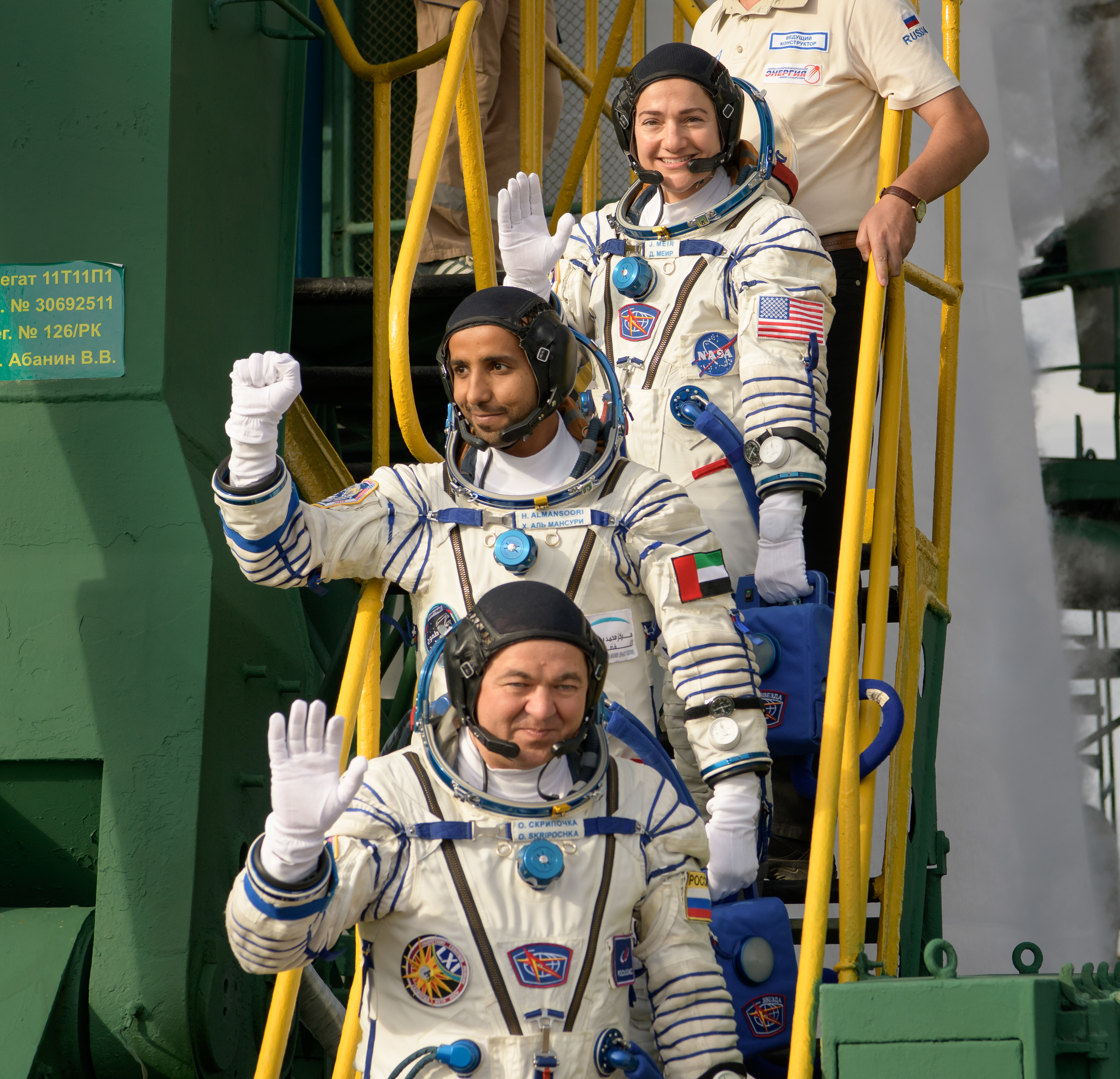
L'equipaggio della Sojuz MS-15 poco prima del lancio

Il lancio è avvenuto il 25 settembre 2019 alle 13:57 UTC dalla Rampa di lancio 31 del Cosmodromo di Bajknour con un lanciatore Sojuz FG, l'ultimo lancio Sojuz a bordo di questo lanciatore. Durante i nove minuti di ascesa per arrivare in orbita, il primo (boosters), secondo e terzo stadio hanno fornito il propellente per permettere alla Sojuz di raggiungere l'altitudine di 220 km e l'inserimento in orbita. Una volta separata la Sojuz dal terzo stadio gli astronauti si trovavano in orbita e hanno potuto percepire per la prima volta l'assenza di peso. Non essendo sorti dei problemi durante il lancio, la Sojuz ha potuto eseguire il profilo di volo breve di 6 ore (4 orbite) invece di quello lungo di 2 giorni (32 orbite) utilizzato fino al 2013. Per raggiungere la Stazione, e quindi la sua altitudine di 420 km, la Sojuz ha dovuto eseguire il rendezvous con la ISS, che con questo veicolo spaziale è costituito da sei accensioni dei motori, sia per accelerare che per frenare. In particolare, la Sojuz ha utilizzato una manovra chiamata trasferimento alla Hohmann che modifica l'orbita della navicella da circolare a ellittica per innalzare la sua altitudine ed arrivare prima ad un'orbita intermedia a circa 100 km sotto l'orbita della ISS e poi a quella della Stazione. L'orbita intermedia viene usata per permettere al computer della Sojuz di calcolare le ultime tre accensioni dei motori necessarie per avvicinarsi con grande precisione alla ISS. Il secondo trasferimento orbitale, che porta la Sojuz dall'orbita intermedia all'orbita della ISS è chiamata trasferimento bielittico e richiede tre accensioni del motore, due per raggiungere l'orbita e una per rallentare. Una volta arrivati all'orbita della ISS, il sistema Kurs della navicella ha seguito la Stazione e ha inviato indicazioni al computer di bordo per eseguire le giuste correzioni, essendo le manovre della Sojuz completamente automatizzate. Quando si è trovata abbastanza vicina alla ISS, la Sojuz ha puntato prima alle antenne del sistema Kurs della Stazione (Fly around a circa 400 m) e poi al bersaglio del modulo specifico a cui doveva attraccare (fase di attracco a circa 150 m), in questo caso Zvezda. Una volta allineata al boccaporto, la Sojuz si è avvicinata ad una velocità massima di 15 cm/s fino all'attracco. 

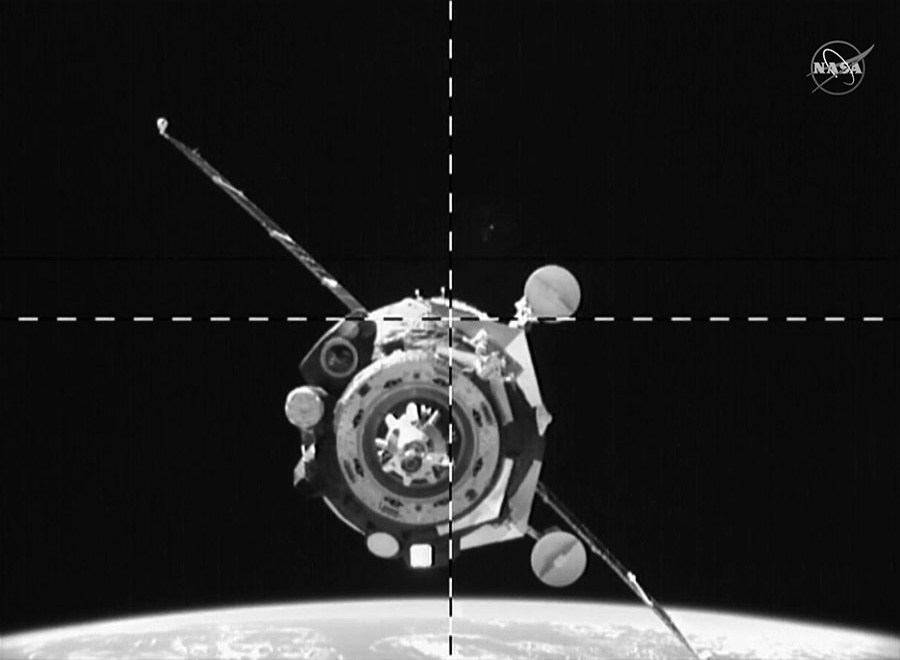
La Sojuz MS-15 vista dalla telecamera del sistema Kurs della ISS. Sul davanti si nota il portellone della Sojuz con al centro la sonda.

All'estremità del portellone della Sojuz è posizionata una sonda utilizzata per l'attracco; è questa sonda a far agganciare la Sojuz una volta che ha prima toccato e poi è entrata nel vano del cono. La sonda viene poi ritirata e avvicinando così la Sojuz al boccaporto, il cosiddetto Soft capture. Quando la Sojuz si è avvicinata a circa 2 mm dal boccaporto, i ganci dei boccaporti di entrambi i veicoli si sono chiusi rendendo impossibile il distacco accidentale della Sojuz con la Stazione, il cosiddetto Hard capture. Una volta agganciati, sono state eseguite le procedure di controllo di tenuta di pressione tra la Sojuz e la ISS della durata di un'ora e mezza circa, durante le quali gli equipaggi controllano ogni cinque minuti la pressione in entrambi i veicoli. Ricevuto l'autorizzazione dal Centro di controllo missione di Mosca, il comandante della Sojuz Skripočka e un cosmonauta all'interno della Stazione, Skvorcov, hanno aperto i portelloni, permettendo ai due equipaggi di riunirsi. A dare il benvenuto all'equipaggio della Sojuz MS-12 c'erano il comandante Aleksej Ovčinin, Nick Hague, Christina Koch, Aleksandr Skvorcov, Luca Parmitano e Andrew Morgan. L'ultima volta che la Stazione ha ospitato 9 persone è stato durante l'Expedition 44 nel 2015. Prima di concludere la lunga giornata di lavoro, il nuovo equipaggio ha partecipato a una conferenza con i manager delle agenzie spaziali e con i propri familiari, cenato e svolto un riepilogo veloce delle procedure d'emergenza in caso d'incendio, depressurizzazione e ammoniaca. Skripočka e Meir resteranno sulla Stazione fino ad aprile 2020 svolgendo esperimenti scientifici, manutenzione e attività extraveicolari, mentre Al Mansouri tornerà sulla Terra il 3 ottobre 2019 a bordo della Sojuz MS-12 con Ovčinin e Hague.

## Stemma
Lo stemma dell'equipaggio Sojuz MS-15 utilizza un design esagonale con una vista dello spazio sullo sfondo, dominato da un'immagine della Luna, commemorando il cinquantesimo anniversario dello sbarco dell'uomo sul satellite. I colori blu e giallo del bordo riprendono i colori dello stemma di Apollo 11. La Sojuz è raffigurata in tonalità blu, che rappresenta un riflesso dell'atmosfera terrestre sull'esterno della navicella spaziale.
Una sterna artica è posizionata nella parte superiore, a simboleggiare la missione prolungata a bordo della ISS; questo uccello è infatti noto per le lunghe migrazioni che intraprende ogni anno. La ISS è raffigurata come una silhouette, che riflette i raggi dorati del Sole. Il nome della missione spaziale è mostrato nella parte inferiore della Luna, con lo stemma di Roscosmos al centro. Nei sei lati sono riportati i cognomi dei membri dell'equipaggio, alternati con le loro bandiere nazionali. Lo stemma è simile a quello della Sojuz TMA-01M, la prima missione di Skripočka.